# Hrvatski nogometni kup 2018/19
Der Hrvatski nogometni kup 2018/19 war der 28. Wettbewerb um den kroatischen Fußballpokal nach der Loslösung des kroatischen Fußballverbandes aus dem jugoslawischen Fußballverband.
HNK Rijeka setzte sich im Finale gegen Dinamo Zagreb durch. Es war Rijekas fünfter Pokalsieg im unabhängigen Kroatien und der siebte insgesamt.

## Modus
In allen Runden wurden die Sieger in einem Spiel ermittelt. Stand es nach der regulären Spielzeit von 90 Minuten unentschieden, kam es zur Verlängerung von zweimal 15 Minuten und falls danach immer noch kein Sieger feststand zum Elfmeterschießen.

## Teilnehmer
An der Vorrunde
- 21 Sieger des Bezirkspokals
- 11 Finalisten des Bezirkspokals aus den Fußballverbänden mit der größten Anzahl registrierter Fußballclubs

| Bezirk              | Sieger                | Finalist               |
| ------------------- | --------------------- | ---------------------- |
| Bjelovar-Bilogora   | NK Bjelovar           |                        |
| Brod-Posavina       | NK Marsonia           | NK Sloga Nova Gradiška |
| Dubrovnik-Neretva   | NK Jadran Luka Ploče  |                        |
| Istrien             | NK Rovinj             | NK Rudar Labin         |
| Karlovac            | NK Karlovac           |                        |
| Koprivnica-Križevci | NK Koprivnica         | NK Križevci            |
| Krapina-Zagorje     | NK Zagorec Krapina    |                        |
| Lika-Senj           | NK Nehaj Senj         |                        |
| Međimurje           | Međimurje Čakovec     | NK Nedelišće           |
| Osijek-Baranja      | NK BSK Bijelo Brdo    | NK Višnjevac           |
| Požega-Slawonien    | NK Slavija Pleternica |                        |

| Bezirk               | Sieger                       | Finalist            |
| -------------------- | ---------------------------- | ------------------- |
| Primorje-Gorski      | NK Krk                       |                     |
| Sisak-Moslavina      | NK Libertas Novska           | HNK Segesta Sisak   |
| Split-Dalmatien      | HNK Sloga Mravince           |                     |
| Šibenik-Knin         | NK Zagora Unešić             |                     |
| Varaždin             | NK Varaždin                  | NK Bednja Beletinec |
| Virovitica-Podravina | NK Pitomača                  | HNK Suhopolje       |
| Vukovar-Syrmien      | NK Vukovar ’91               | NK Graničar Županja |
| Zadar                | HNK Primorac Biograd na Moru |                     |
| Stadt Zagreb         | NK Hrvatski dragovoljac      | NK Vrapče Zagreb    |
| Zagreb               | NK Kurilovec                 | NK Sava Strmec      |

Am Sechzehntelfinale
- Die 16 punktbesten Vereine der Fünfjahres-Pokalwertung. (63 Punkte für den Pokalsieger, 31 für den unterlegenen Finalisten, 15 für die Halbfinalisten, 7 für die Viertelfinalisten, 3 für die Achtelfinalisten und 1 Punkt für die Sechzehntelfinalisten.)

| - 1. Dinamo Zagreb (191) - 2. HNK Rijeka (157) - 3. Hajduk Split (107) - 4. NK Slaven Belupo (71) | - 5. Lokomotiva Zagreb (52) - 6. RNK Split (49) - 7. NK Osijek (39) - 8. NK Istra 1961 (31) | - 09. Cibalia Vinkovci (27) - 10. NK Zadar (25) - 11. Inter Zaprešić (23) - 12. NK Zagreb (15) | - 13. NK Vinogradar Lokošin Dol (14) - 14. NK GOŠK Dubrovnik (11) - 15. HNK Šibenik (11) - 16. NK Zelina (10) |

## Ergebnisse

### Vorrunde
| Datum      |                              | Ergebnis              |                        |
| ---------- | ---------------------------- | --------------------- | ---------------------- |
| 18.08.2018 | HNK Primorac Biograd na Moru | 3:1                   | NK Zagora Unešić       |
| 21.08.2018 | NK Rudar Labin               | 0:3                   | NK Krk                 |
| 29.08.2018 | NK Nehaj Senj                | 4:1                   | NK Graničar Županja    |
| 29.08.2018 | NK Hrvatski dragovoljac      | 0:3                   | NK Varaždin            |
| 29.08.2018 | NK Bednja Beletinec          | 2:0                   | NK Pitomača            |
| 29.08.2018 | HNK Suhopolje                | 2:3                   | NK Kurilovec           |
| 29.08.2018 | NK Slavija Pleternica        | 1:0                   | HNK Segesta Sisak      |
| 29.08.2018 | NK Koprivnica                | 1:3                   | HNK Sloga Mravince     |
| 29.08.2018 | NK Križevci                  | 2:0                   | NK Rovinj              |
| 29.08.2018 | NK Zagorec Krapina           | 9:0                   | NK Libertas Novska     |
| 29.08.2018 | NK Višnjevac                 | 1:2                   | NK Vrapče Zagreb       |
| 29.08.2018 | NK BSK Bijelo Brdo           | 0:0 n. V. (3:4 i. E.) | NK Vukovar ’91         |
| 29.08.2018 | NK Jadran Luka Ploče         | 1:0                   | NK Bjelovar            |
| 29.08.2018 | Međimurje Čakovec            | 5:0                   | NK Sava Strmec         |
| 29.08.2018 | NK Nedelišće                 | 2:4                   | NK Sloga Nova Gradiška |
| 29.08.2018 | NK Karlovac                  | 1:2                   | NK Marsonia            |

### Sechzehntelfinale
| Datum      |                              | Ergebnis              |                           |
| ---------- | ---------------------------- | --------------------- | ------------------------- |
| 18.09.2018 | NK Bednja Beletinec          | 0:3                   | Inter Zaprešić            |
| 19.09.2018 | NK Zagorec Krapina           | 0:3                   | NK Osijek                 |
| 25.09.2018 | NK Kurilovec                 | 0:2                   | NK Slaven Belupo          |
| 25.09.2018 | NK Vukovar ’91               | 3:5 n. V.             | NK Zadar                  |
| 26.09.2018 | HNK Sloga Mravince           | 0:1                   | Dinamo Zagreb             |
| 26.09.2018 | NK Križevci                  | 0:9                   | HNK Rijeka                |
| 26.09.2018 | NK Vrapče Zagreb             | 0:2                   | Hajduk Split              |
| 26.09.2018 | NK Jadran Luka Ploče         | 3:1                   | RNK Split                 |
| 26.09.2018 | HNK Primorac Biograd na Moru | 0:1                   | Lokomotiva Zagreb         |
| 26.09.2018 | NK Sloga Nova Gradiška       | 2:4                   | NK Istra 1961             |
| 26.09.2018 | NK Krk                       | 1:0                   | Cibalia Vinkovci          |
| 26.09.2018 | NK Slavija Pleternica        | 0:4                   | NK Vinogradar Lokošin Dol |
| 26.09.2018 | NK Marsonia                  | 3:0                   | NK Zagreb                 |
| 26.09.2018 | NK Nehaj Senj                | 2:2 n. V. (2:4 i. E.) | HNK Šibenik               |
| 26.09.2018 | NK Varaždin                  | 2:0                   | Međimurje Čakovec         |
| 26.09.2018 | NK Zelina                    | 2:0                   | NK GOŠK Dubrovnik         |

### Achtelfinale
| Datum      |                           | Ergebnis  |                      |
| ---------- | ------------------------- | --------- | -------------------- |
| 30.10.2018 | NK Zadar                  | 1:3       | Lokomotiva Zagreb    |
| 30.10.2018 | Inter Zaprešić            | 2:1       | NK Istra 1961        |
| 31.10.2018 | NK Zelina                 | 0:4       | Dinamo Zagreb        |
| 31.10.2018 | NK Varaždin               | 1:2       | HNK Rijeka           |
| 31.10.2018 | HNK Šibenik               | 1:2 n. V. | Hajduk Split         |
| 31.10.2018 | NK Marsonia               | 0:1       | NK Slaven Belupo     |
| 31.10.2018 | NK Vinogradar Lokošin Dol | 4:2       | NK Jadran Luka Ploče |
| 31.10.2018 | NK Krk                    | 1:5       | NK Osijek            |

### Viertelfinale
| Datum      |                   | Ergebnis |                           |
| ---------- | ----------------- | -------- | ------------------------- |
| 04.12.2018 | Lokomotiva Zagreb | 1:2      | HNK Rijeka                |
| 04.12.2018 | Inter Zaprešić    | 3:0      | NK Vinogradar Lokošin Dol |
| 05.12.2018 | Dinamo Zagreb     | 1:0      | NK Slaven Belupo          |
| 05.12.2018 | NK Osijek         | 2:1      | Hajduk Split              |

### Halbfinale
| Datum      |                | Ergebnis |            |
| ---------- | -------------- | -------- | ---------- |
| 24.04.2019 | Dinamo Zagreb  | 2:0      | NK Osijek  |
| 24.04.2019 | Inter Zaprešić | 1:2      | HNK Rijeka |

### Finale
| Dinamo Zagreb                               | Dinamo Zagreb | HNK Rijeka | HNK Rijeka |
| ------------------------------------------- | --- | --- | ---------- |
| Dinamo Zagreb                               | \| 22. Mai 2019 in Pula (Stadion Aldo Drosina) \| \| Ergebnis: 1:3 (0:2) \| \| Zuschauer: 6.742 \| \| Schiedsrichter: Damir Batinić \| \| Spielbericht \| | \| 22. Mai 2019 in Pula (Stadion Aldo Drosina) \| \| Ergebnis: 1:3 (0:2) \| \| Zuschauer: 6.742 \| \| Schiedsrichter: Damir Batinić \| \| Spielbericht \| | HNK Rijeka |
| Dinamo Zagreb                               | Dominik Livaković – Petar Stojanović, Amir Rrahmani (46. Marin Leovac), Kévin Théophile-Catherine (78. Izet Hajrović), Emir Dilaver – Ivan Šunjić, Iyayi Atiemwen (46. Mario Gavranović), Arijan Ademi, Bruno Petković – Dani Olmo, Mislav Oršić Cheftrainer: Nenad Bjelica | Simon Sluga – Luka Capan, Ivan Tomečak, João Escoval, Dario Župarić – Roberto Punčec, Ivan Lepinjica (75. Stjepan Lončar), Domagoj Pavičić, Antonio Čolak (83. Jakov Puljić) – Tibor Halilović (80. Alexander Gorgon), Zoran Kvržić Cheftrainer: Igor Bišćan | HNK Rijeka |
| Dinamo Zagreb                               | 1:2 Mislav Oršić (64.) | 0:1 Antonio Čolak (13.) 0:2 Tibor Halilović (39.) 1:3 Zoran Kvržić (85.) | HNK Rijeka |
| Dinamo Zagreb                               | Théophile-Catherine (53.), Gavranović (86.) | Capan (23.), Čolak (27.) | HNK Rijeka |
| 22. Mai 2019 in Pula (Stadion Aldo Drosina) | | |            |
| Ergebnis: 1:3 (0:2)                         | | |            |
| Zuschauer: 6.742                            | | |            |
| Schiedsrichter: Damir Batinić               | | |            |
| Spielbericht                                | | |            |

## Torschützenliste
| Pl. | Name            | Mannschaft                | Tore |
| --- | --------------- | ------------------------- | ---- |
| 01. | Antonio Čolak   | HNK Rijeka                | 7    |
| 02. | Marija Smrekar  | NK Zagorec Krapina        | 5    |
| 03. | Filip Bungić    | NK Sloga Nova Gradiška    | 4    |
| 03. | Igor Prijić     | NK Vinogradar Lokošin Dol | 4    |
| 05. | Vlatko Blažević | NK Zadar                  | 3    |
| 05. | Robert Brdar    | NK Krk                    | 3    |
| 05. | Mihovil Šutalo  | NK Jadran Luka Ploče      | 3    |
| 05. | Ivan Vukelić    | NK Nehaj Senj             | 3    |